# Castiglione del Lago
Castiglione del Lago è un comune italiano di 15 133 abitanti della provincia di Perugia in Umbria. Sorge su un promontorio situato sulla riva occidentale del lago Trasimeno.
Abitato già in epoca etrusca Castiglione del Lago fu ampliato sotto i romani e nuovamente nel XIII secolo dagli aretini con la realizzazione della rocca del Leone, dalla quale prende il nome. Tra il XVI e il XVII secolo fu sede di un marchesato, poi elevato al rango di ducato, retto dalla famiglia della Corgna per conto dello Stato Pontificio. Nel XX secolo fu un'importante sede della Regia Aeronautica grazie alla presenza dell'aeroporto Leopoldo Eleuteri, dismesso nel secondo dopoguerra.
Parte della Comunità montana Trasimeno Medio Tevere, Castiglione è stato inserito nella rete dei borghi più belli d'Italia. Di particolare rilevanza è anche la fagiolina del Trasimeno, presidio Slow Food, e l'importante produzione di olio e vino, tanto che la città fa parte della rete di città dell'olio e città del vino.

## Geografia fisica

### Territorio
Castiglione del Lago è situato nell'Umbria occidentale sulle sponde occidentali del lago Trasimeno ed il territorio comunale si estende fino al confine con la Toscana, condiviso con i comuni di Chiusi e Montepulciano, in provincia di Siena, e Cortona, in provincia di Arezzo, e comprende anche l'isola Polvese.
Il centro storico si trova su un promontorio calcareo che, in origine, doveva costituire la quarta isola del lago ma in seguito all'abbassamento del livello delle acque e al crearsi di una pianura di tipo alluvionale assunse l'attuale configurazione. Questa fertile zona pianeggiante, corrispondente all'antico invaso lacustre, è delimitata ad ovest da una serie di rilievi collinari che segnano il confine fisico con la Toscana. La parte moderna del paese si è sviluppata nella fascia pianeggiante ad occidente dal centro storico medievale.

### Clima
Classificazione climatica dei comuni italiani: zona D, 2099 GR/G.

## Origini del nome
Il primo nome della città fu quello di Clusium Novum, ossia Nuova Chiusi, poi sostituito da Castula o Castellio ed in seguito Castiglione Chiusino o Chiugino. L'attuale toponimo nacque nel XIII secolo con la costruzione della rocca del Leone, chiamata così poiché la pianta pentagonale ricorda la composizione della costellazione del Leone; il borgo iniziò infatti ad assumere il nome di Castellum Leonis, ossia Castello del Leone.

## Storia

### Età antica e Medioevo
L'area di Castiglione era già abitata sotto gli Etruschi e si trovava alle dipendenze della città-stato di Clevsins. Dopo la conquista romana dell'Etruria il borgo viene segnalato come stazione ed accampamento lungo la via Cassia Aretina.
Nel X secolo il luogo viene citato come borgo fortificato con il nome Castello Chiusino o Chiugino. Nel 1247, durante i conflitti tra guelfi e ghibellini, la città fu distrutta dai ghibellini cortonesi e aretini anche se questi ultimi avviarono la ricostruzione con la realizzazione del castello del Leone, punto d'appoggio fortificato lungo la strada tra Roma e Firenze. Negli anni successivi il territorio passò alla signoria perugina dei Baglioni.

### Età moderna

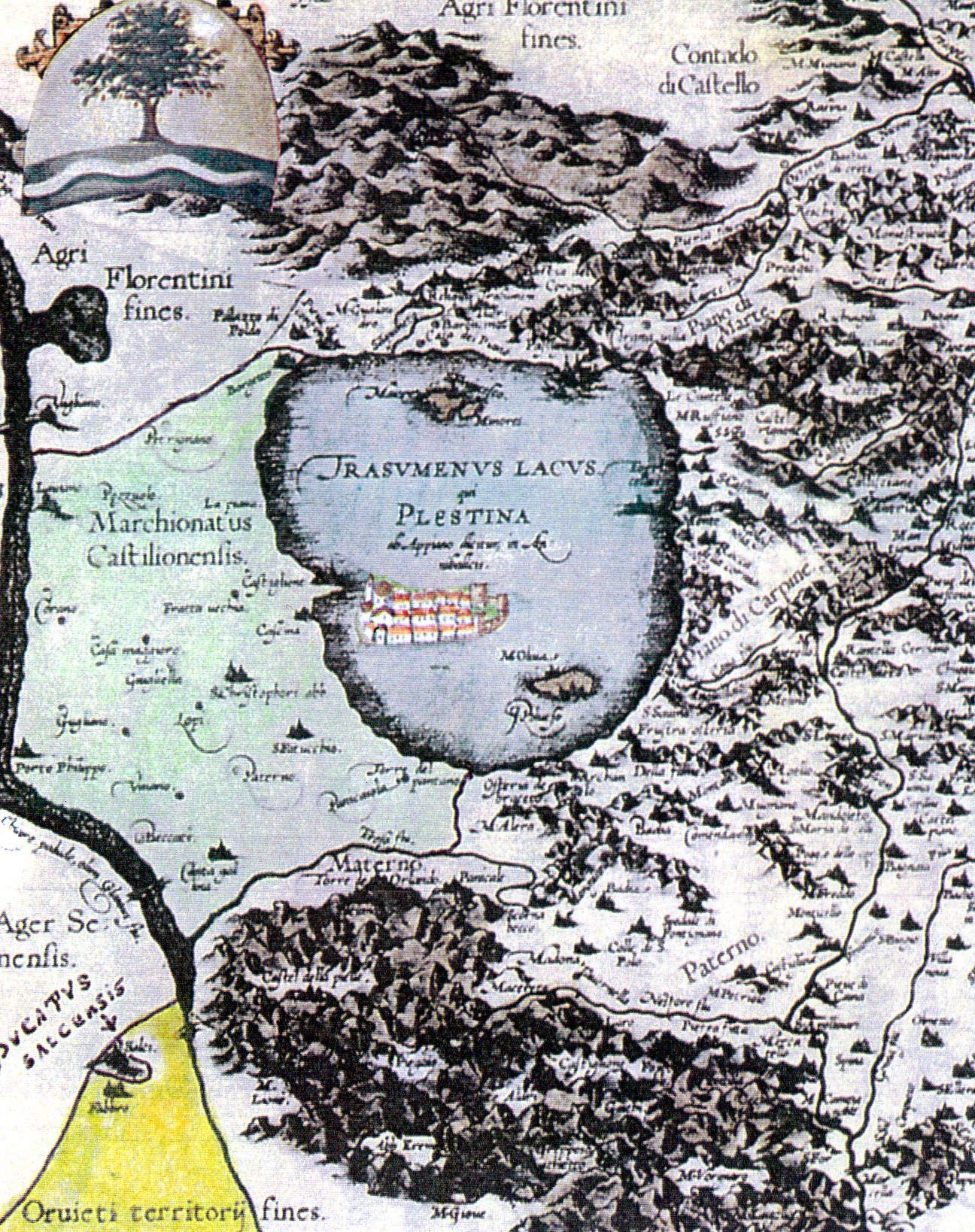
Carta del marchesato di Castiglione del Lago

Nel 1550 papa Giulio III istituì la signoria di Castiglione e del Chiugi e donò il feudo alla sorella Giacoma Ciocchi del Monte, sposata a Francesco della Corgna. I due figli, Ascanio e Fulvio Giulio, seguirono rispettivamente una carriera militare ed ecclesiastica: il primo, capitano di ventura ed ingegnere militare esperto di fortificazioni divenne marchese di Castiglione nel 1563 per volere di papa Pio IV mentre il secondo divenne cardinale e vescovo di Perugia, ottenendo la co-reggenza del marchesato.
Sotto i della Corgna Castiglione del Lago vide un forte rinnovamento urbanistico; tra le opere di maggior pregio si ricorda l'ampliamento del palazzo ducale, progettato da Jacopo Barozzi da Vignola e Galeazzo Alessi con affreschi realizzati da Niccolò Circignani, detto il Pomarancio. Nel progetto di Ascanio il palazzo avrebbe dovuto ospitare una sontuosa corte che rese il paesino molto rinomato in ambito culturale, tanto che il marchese organizzava spesso riunioni dell'Accademia degli Insensati, con la partecipazione di insigni letterati, nobili ed artisti. Sotto i successori di Ascanio operarono, tra gli altri, anche il poeta burlesco Cesare Caporali e lo scrittore Scipione Tolomei.
Il marchesato costituiva un'importante feudo pontificio compreso tra il granducato di Toscana e lo Stato della Chiesa ma aveva comunque potere di imperio e diritto di battere moneta. Ascanio emanò nel 1571 lo statuto, poi integrato dal fratellastro Fulvio Giulio e dal nipote Diomede, succedutogli alla guida dello Stato, che comprendeva un'ampia raccolta di norme giuridiche civili e penali. Il marchesato fu elevato al grado di ducato nel 1617 ma alla morte senza eredi del duca Fulvio Alessandro nel 1647 i territori tornarono sotto l'amministrazione dello Stato Pontificio.

### Età contemporanea

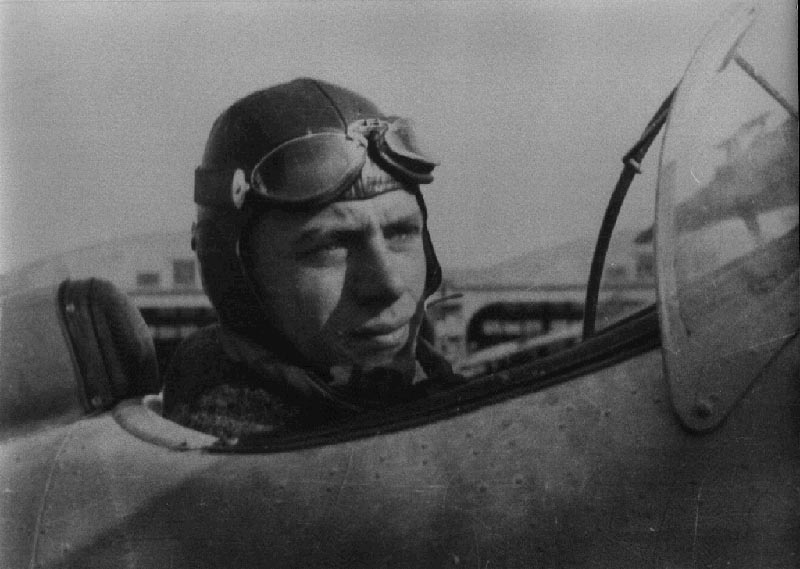
L'asso Giuseppe Cenni (MOVM), istruttore a Castiglione del Lago.

Su impulso del Tenente Anselmo Cesaroni e del deputato Romeo Gallenga Stuart nei pressi di Castiglione nel 1914 fu inaugurato un idroscalo sulle rive del Trasimeno, poi ampliato con un campo a terra utilizzato come sede della Scuola Caccia della Regia Aeronautica, nota proprio come "Scuola di Castiglione del Lago", nonché come sito di collaudo per i prodotti della SAI Ambrosini, che aveva sede nel vicino comune di Passignano sul Trasimeno. La Scuola di Castiglione del Lago, alla fine degli anni '30, fu una tappa fondamentale per tutti i futuri assi della Seconda guerra mondiale e vantava tra i suoi istruttori anche una leggenda come l'asso Giuseppe Cenni (Medaglia d'oro al valor militare).
Durante la seconda guerra mondiale Castiglione fu attraversato dalla linea Albert, una linea fortificata difensiva creata dalla Wehrmacht durante la campagna d'Italia dopo l'armistizio di Cassibile del 1943. L'aeroporto non fu interessato dai bombardamenti ma l'armistizio e la successiva occupazione tedesca ne fermarono il progetto di ampliamento e nel dopoguerra fu progressivamente abbandonato. 

### Simboli
Lo stemma e il gonfalone sono stati riconosciuti con decreto del capo del governo del 3 dicembre 1937.
Il gonfalone è un drappo di bianco ai sette pali di rosso.

## Monumenti e luoghi d'interesse

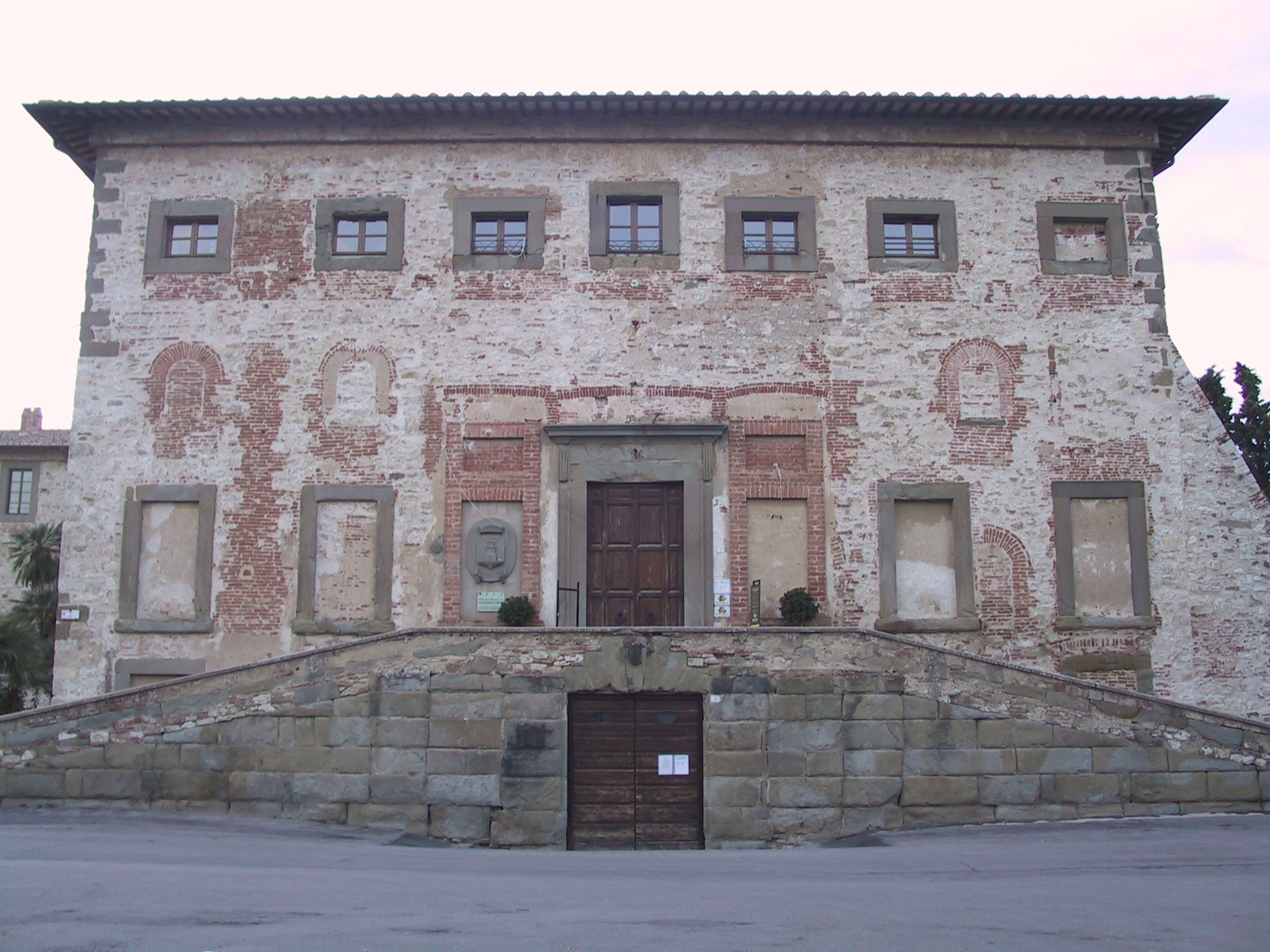
Il palazzo ducale

- Palazzo della Corgna o ducale: l'unica piccola "reggia" esistente in Umbria, con bellissime sale affrescate dal Pomarancio e Salvio Savini, tra cui la Sala Maggiore e la Sala del Trono (soggetti mitologici, gesta di Ascanio della Corgna, fatti eseguire dal marchese Diomede);  l'architettura è attribuita a Jacopo Barozzi da Vignola insieme a Galeazzo Alessi. Nel piano terra (veniva usato dai della Corgna come sede di un "cenacolo intellettuale") finissimi affreschi con le storie del mondo alla rovescia e Diana e Callisto, attribuiti a Salvio Savini; dell'arredamento originale corgnesco rimangono solo 24 sedie.
- Rocca del Leone: caratteristica per la torre triangolare, che Federico II di Svevia fece rivisitare da frate Elia da Cortona e a cui il marchese Ascanio I le diede una fisionomia definitiva; è collegata al palazzo ducale da un suggestivo camminamento con feritoie sul Trasimeno; il borgo è ancora cinto dalle mura con tre porte (perugina, fiorentina, senese); l'impianto urbanistico, basato sul numero tre, fu ideato da Galeazzo Alessi su studi del Vignola e indicazioni di Ascanio della Corgna.
- Chiesa di Santa Maria Maddalena, di impianto primo Ottocento, su un edificio preesistente, conserva la Madonna in trono, di Eusebio da San Giorgio, allievo del Perugino.
- Chiesa di San Domenico: fatta erigere nel 1638 dal duca Fulvio II, come ringraziamento per la guarigione della moglie Eleonora de Mendoza (da una gangrena a un braccio si può vedere l'ex voto. Una riproduzione del braccio è visitabile nel museo di San Domenico, accanto alla chiesa); il pregevole interno è corredato da un soffitto ligneo a cassettoni (con stemma Bourbon di Sorbello); nell'adiacente cappella del Salvatore si trovano le tombe del poeta Cesare Caporali e del duca Fulvio II, e interessanti statue di legno, da questi donate, raffiguranti Gesù flagellato e il Santo di Guzman[10].
- Chiesa di Santa Maria delle Grazie, a Casamaggiore: fatta edificare dal duca Fulvio II nel primo Seicento, conserva alcune tele secentesche da lui offerte (in una di queste, ai piedi del Cristo risorto, si può notare, a destra, un personaggio che presumibilmente riproduce le sembianze del committente della Corgna).
- Santuario della Madonna della Carraia.

Panoramica della Rocca del Leone e del Lago Trasimeno

## Società

### Evoluzione demografica
Abitanti censiti

### Etnie e minoranze straniere
Secondo i dati ISTAT al 31 dicembre 2009 la popolazione straniera residente era di 1 964 persone. Le nazionalità maggiormente rappresentate in base alla loro percentuale sul totale della popolazione residente erano:
- Albania 608 3,90%
- Romania 443 2,84%
- Marocco 277 1,78%

## Cultura

### Eventi

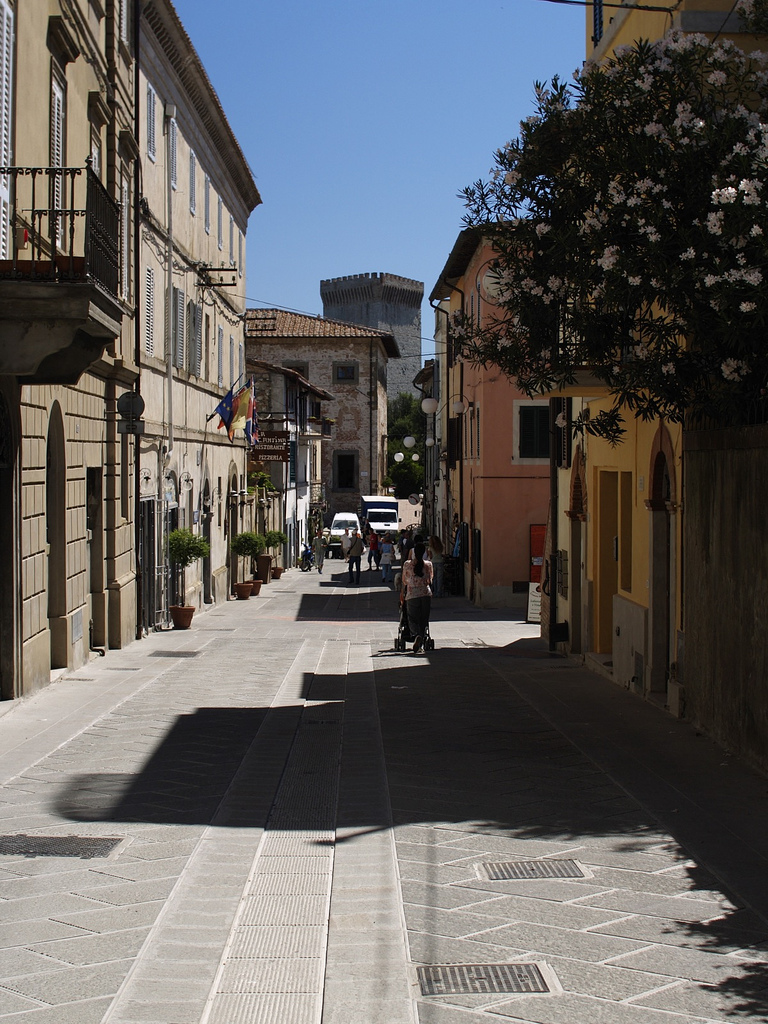
Scorcio della città

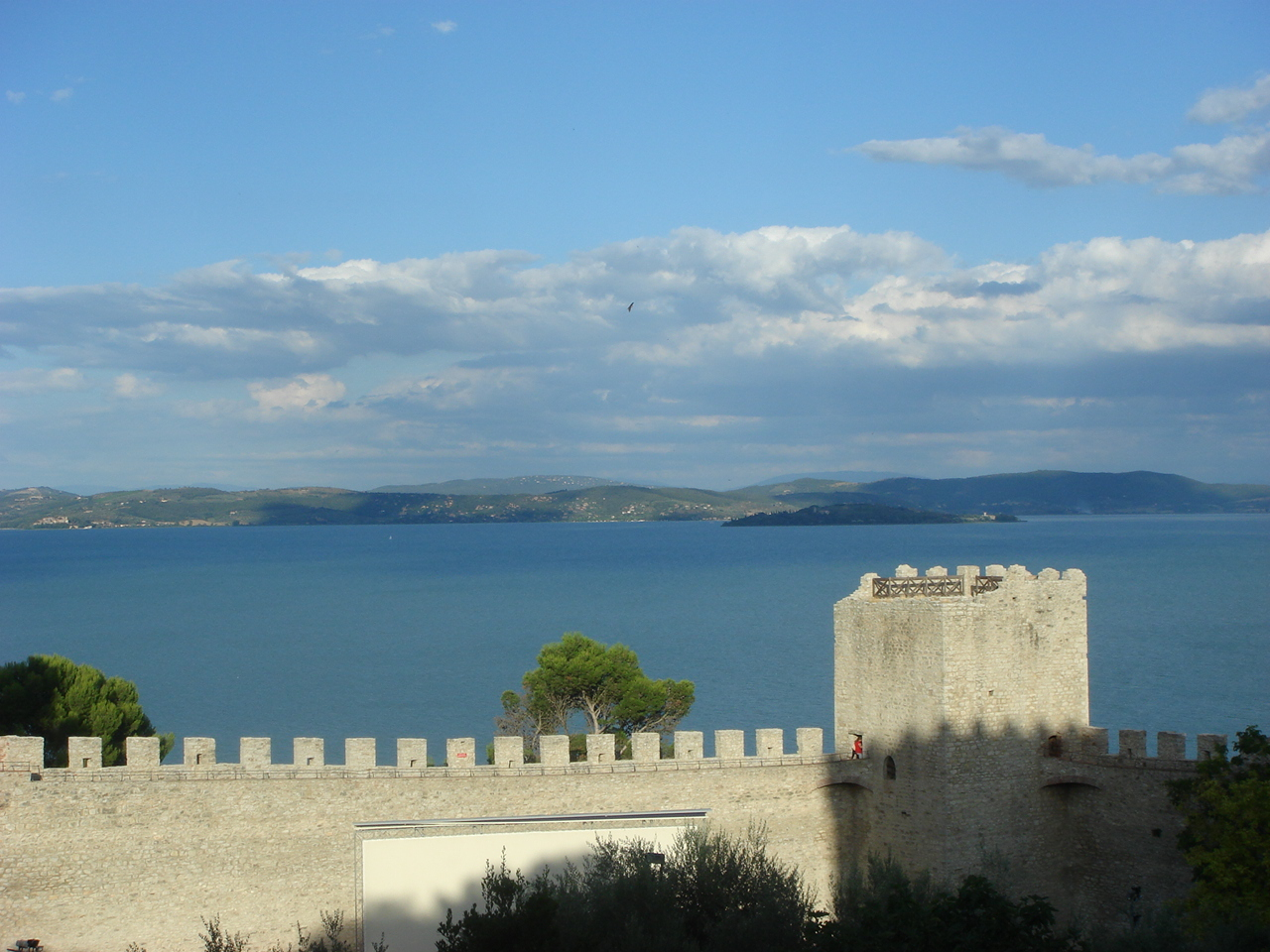
Vista del lago Trasimeno

Sono diversi gli eventi che costellano Castiglione del Lago durante l'arco dell'anno, soprattutto in primavera e nel periodo estivo. Si parte infatti, con la prima domenica di marzo con la Strasimeno, ultramaratona con partenza ed arrivo nel centro storico, fino ad arrivare ai mesi di aprile e maggio, con il Meeting di primavera., importante raduno internazionale di aviazione da diporto e sportiva, presso il parco dell'ex Aeroporto Eleuteri; Coloriamo i cieli, sempre nel suddetto parco, la quale ha ottenuto l'importantissimo riconoscimento Patrimonio d'Italia per la tradizione, fino ad arrivare alla Festa del Tulipano, con un 2016 particolarmente significativo per la kermesse: è stato, infatti, festeggiato il mezzo secolo dalla nascita della festa, il cui tema centrale - diverso ogni anno - , ruotò intorno ai film più belli della Walt Disney. Nel luglio 2015, si è svolto il primo Festival dello spaventapasseri - Rievocazione storica della trebbiatura - Festa del Borgo Ghiotto, per le vie del centro storico. Sempre a luglio prende vita Trasimeno Blues, e ad agosto la Rassegna Internazionale del Folklore e la Festa di San Domenico, la quale rievoca il miracolo di San Domenico per la guarigione della duchessa Eleonora de Alarcón y Mendoza, moglie del duca Fulvio II.

## Geografia antropica

### Frazioni e località
Nel comune sono riconosciute dodici frazioni, di seguito un elenco complessivo di tutte le località del comune: Badia, Badiaccia, Ballotti, Banditella, Bertoni, Binami, Bològni, Bracacci, Caioncola, Cantagallina, Carraia, Casamaggiore, Case Giorgi, Castagni, Ceraso, Cimbano, Collelungo, Cozzano, Cuffi, Ferretto, Fornacelle, Frattavecchia, Gioiella, I Giorgi, I Guidonami, I Poggi, Isola Polvese, La Villa, Laviano, Lopi, Macchie, Madonna del Soccorso, Marchetti, Mecucciami, Muffa, Mugnanesi, Nardelli, Nonni, Palazzetta, Panicale Stazione, Panicarola, Pentimento, Pescia, Petrignano del Lago, Pieracci, Piana, Pineta, Poggetto, Poggio del Sole, Poggio Vaccaio, Porto, Pozzuolo, Ranciano, Torami, Pucciarelli, San Fatucchio, San Felice, Vaiano, Via delle Parti, Villastrada, Vitellino

## Economia

### Artigianato
Tra le attività economiche più tradizionali, diffuse e attive vi sono quelle artigianali, come la lavorazione del merletto e la produzione di reti da pesca.

## Infrastrutture e trasporti

### Strade
Castiglione del Lago è raggiungibile attraverso due strade principali: la strada regionale 454 di Pozzuolo, che lo collega alla frazione di Pozzuolo e a quella di Acquaviva, parte del comune di Montepulciano, e la strada regionale 71 ter, che fino all'innesto con la strada statale 71 tocca da un lato la frazione Chiusi Scalo del comune di Chiusi e Città della Pieve fino ad arrivare nei pressi di Orvieto mentre dall'altro tocca Arezzo e Cesena fino ad arrivare nei pressi di Ravenna.

### Ferrovie
Nella contrada Mulino è situata la stazione di Castiglion del Lago, posta sulla linea lenta Firenze-Roma e servita dai treni regionali e regionali veloci di Trenitalia.

### Mobilità urbana
Il servizio di trasporto pubblico locale a chiamata viene svolto principalmente attraverso l'impiego di autovetture monovolume alimentate a metano. Il comune è altresì collegato da linee interurbane gestite da Busitalia - Sita Nord. Presso il centro storico è presente anche un molo servito dai traghetti sul Trasimeno, gestiti sempre da Busitalia - Sita Nord, che collegano Castiglione con Passignano e con le isole lacustri Maggiore e Polvese.

## Amministrazione

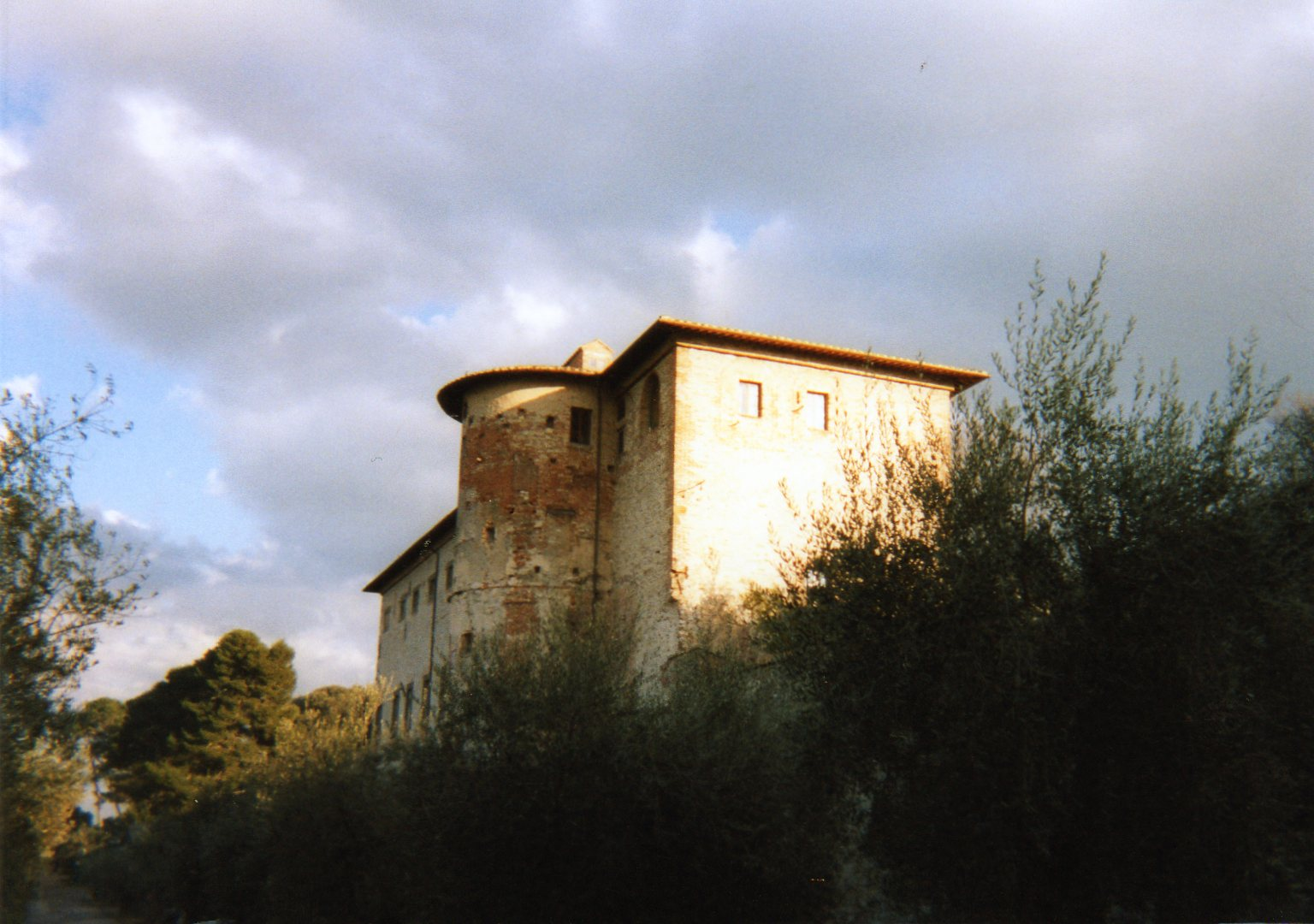
Palazzo ducale a Castiglione del Lago (retro, verso il Trasimeno)

| Periodo         | Periodo         | Primo cittadino    | Partito                                                       | Carica  | Note   |
| --------------- | --------------- | ------------------ | ------------------------------------------------------------- | ------- | ------ |
| 23 giugno 1985  | 17 giugno 1990  | Fausto Santiccioli | Partito Comunista Italiano                                    | Sindaco | [ 22 ] |
| 26 giugno 1990  | 21 gennaio 1994 | Giancarlo Faltoni  | Partito Comunista Italiano Partito Democratico della Sinistra | Sindaco | [ 22 ] |
| 22 gennaio 1994 | 23 aprile 1995  | Fiorello Primi     | Partito Democratico della Sinistra                            | Sindaco | [ 22 ] |
| 24 aprile 1995  | 13 giugno 1999  | Fiorello Primi     | Centro-sinistra                                               | Sindaco | [ 22 ] |
| 14 giugno 1999  | 13 giugno 2004  | Fiorello Primi     | Centro-sinistra                                               | Sindaco | [ 22 ] |
| 14 giugno 2004  | 7 giugno 2009   | Valter Carloia     | Centro-sinistra                                               | Sindaco | [ 22 ] |
| 8 giugno 2009   | 26 maggio 2014  | Sergio Batino      | Centro-sinistra                                               | Sindaco | [ 22 ] |
| 27 maggio 2014  | 26 maggio 2019  | Sergio Batino      | Partito Democratico                                           | Sindaco | [ 22 ] |
| 27 maggio 2019  | 26 maggio 2024  | Matteo Burico      | Partito Democratico                                           | Sindaco |        |
| 10 giugno 2024  | in carica       | Matteo Burico      | Partito Democratico                                           | Sindaco | [ 24 ] |

### Gemellaggi
- Trappes, dal 1971
- Kopřivnice, dal 1997
- Lempäälä, dal 2005

## Sport
Nel 1986 Castiglione del Lago è stata sede di arrivo dell'11ª tappa del Giro d'Italia.
Tappe del Giro d'Italia con arrivo a Castiglione del Lago
| Anno | Tappa | Partenza | km  | Vincitore di tappa | Maglia rosa      |
| ---- | ----- | -------- | --- | ------------------ | ---------------- |
| 1986 | 11ª   | Pesaro   | 207 | Guido Bontempi     | Giuseppe Saronni |

Nel 1978 nella frazione di Gioiella è stata aperta una pista di motocross. Ha ospitato numerosi eventi nazionali ed internazionali, tra cui 13 Gran Premi di campionato del mondo.

### Periodici
- Carlo Migliavacca, Ricordo di un eroe: il magg. pil. Giuseppe Cenni, in Aeronautica, n. 8-9, Roma, Associazione Arma Aeronautica, 2013. (PDF)